# عنبسه بن اسحاق
عنبسه بن اسحاق (عربی: عنبسة بن إسحاق الضبي؛ درگذشته ۸۶۰) فرمانروای مصر در دوران خلافت عباسی بود.